# Garzewko
Garzewko (deutsch Neu Garschen) ist ein Ort in der polnischen Woiwodschaft Ermland-Masuren. Er gehört zur Gmina Jonkowo (Landgemeinde Jonkendorf) im Powiat Olsztyński (Kreis Allenstein).

## Geographische Lage
Garzewko liegt im Westen der Woiwodschaft Ermland-Masuren, 33 Kilometer südlich der einstigen Kreisstadt Heilsberg (polnisch Lidzbark Warmiński) bzw. 15 Kilometer nordwestlich der heutigen Kreismetropole Olsztyn (deutsch Allenstein).

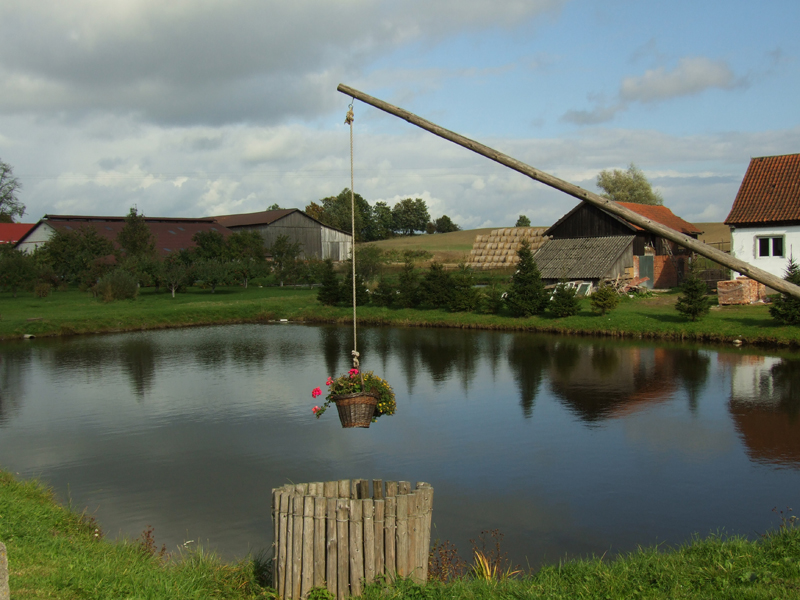
Dorfidylle Garzewko

## Geschichte
Neu Garschen wurde im Jahre 1386 gegründet. Eine Ziegelei, die dem Dorf überregionale Bedeutung verschaffte, lag wenige hundert Meter südlich des Ortes.
Zwischen 1874 und 1945 war Neu Garschen in den Amtsbezirk Queetz (polnisch Kwiecewo) im ostpreußischen Kreis Heilsberg eingegliedert.
193 Einwohner waren im Jahre 1910 in Neu Garschen registriert. Ihre Zahl stieg bis 1933 auf 204 und belief sich 1939 auf 216.
In Kriegsfolge wurde 1945 das gesamte südliche Ostpreußen an Polen abgetreten. Neu Garschen erhielt die polnische Namensform „Garzewko“ und ist heute eine Ortschaft im Verbund der Landgemeinde Jonkowo (Jonkendorf) im Powiat Olsztyński (Kreis Allenstein), zwischen 1975 und 1998 der Woiwodschaft Olsztyn, seither der Woiwodschaft Ermland-Masuren zugehörig. Im Jahre 2021 zählte Garzewko 123 Einwohner.

## Kirche
Bis 1945 war Neu Garschen in die evangelische Kirche Guttstadt (polnisch Dobre Miasto) in der Kirchenprovinz Ostpreußen der Kirche der Altpreußischen Union, außerdem in die römisch-katholische Kirche Rosengarth (polnisch Różynka) eingepfarrt.
Heute gehört Garzewko katholischerseits zur Kirche in Łomy (Steinberg) im Erzbistum Ermland, evangelischerseits zur Christus-Erlöser-Kirche in Olsztyn (Allenstein) in der Diözese Masuren der Evangelisch-Augsburgischen Kirche in Polen.

## Verkehr
Garzewko liegt an einer Nebenstraße, die Kwiecewo (Queetz) an der Woiwodschaftsstraße 530 mit Łomy (Steinberg) im Gemeindegebiet Jonkowo (Jonkendorf) verbindet. Eine Anbindung an den Bahnverkehr existiert nicht.